# Bagadais casqué
Prionops plumatus
Espèce
Statut de conservation UICN

 LC  : Préoccupation mineure
Le Bagadais casqué (Prionops plumatus) est une espèce de passereau de la famille des Vangidae.

## Identification
Cet oiseau présente un plumage essentiellement gris et blanc. Son nom vient de la huppe touffue qu'il arbore au sommet de sa tête.

## Répartition et sous-espèces
Selon la classification de référence du Congrès ornithologique international (15.1, 2025) :
- P. p. plumatus (Shaw, 1809) — du Sénégal au nord du Cameroun ;
- P. p. concinnatus Sundevall, 1850 — du Cameroun au nord-ouest de l'Éthiopie et Ouganda ;
- P. p. cristatus Rüppell, 1836 — de l'Érythrée au nord-ouest du Kenya ;
- P. p. vinaceigularis Richmond, 1897 — de l'est de l'Éthiopie à la Somalie au nord-est de la Tanzanie ;
- P. p. poliocephalus (Stanley, 1814) — de l'est de la Tanzanie à l'est de la Zambie et de l'Afrique du Sud ;
- P. p. talacoma Smith, 1836 — du Kenya à l'Angola et au Transvaal.